# Stephan Scheuer

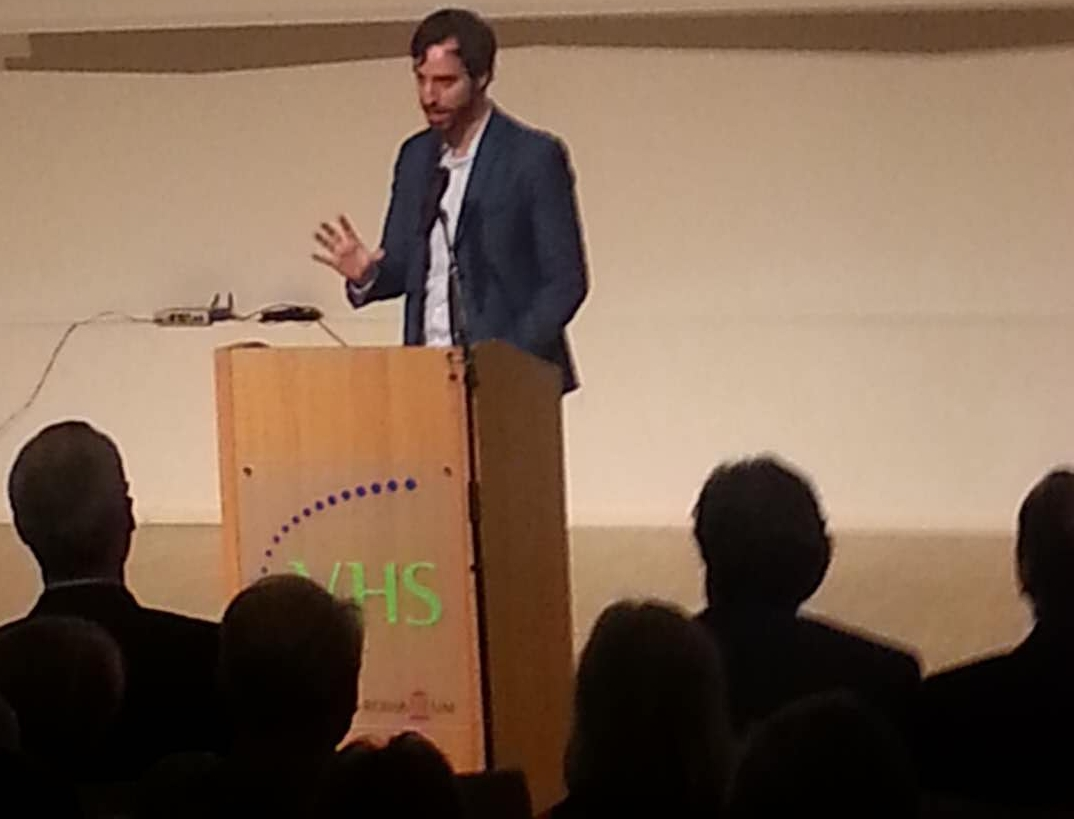
Stephan Scheuer (2019)

Stephan Scheuer ist ein deutscher Journalist und Sachbuchautor.

## Werdegang
Als Stipendiat der Hans-Böckler-Stiftung studierte Scheuer in Berlin, London und Peking Internationale Beziehungen und Sinologie im Nebenfach. Parallel zu seinem Studium absolvierte er eine dreijährige Ausbildung an der katholischen Journalistenschule ifp in München. Scheuer war zwei Jahre Volontär bei der Deutschen Presse-Agentur in Frankfurt/Main und Berlin. Ab 2013 arbeitete er für die Deutsche Presse-Agentur als Auslandskorrespondent in Peking und ab Mitte 2015 für das Handelsblatt. Seit 2017 ist er Redakteur des Handelsblattes. Seine Themen sind die Telekommunikationsbranche und IT-Wirtschaft sowie chinesische Firmen in Deutschland und Europa. Derzeit ist er Korrespondent für das Handelsblatt in San Francisco.

## Veröffentlichungen
- Der Masterplan. Chinas Weg zur Hightech-Weltherrschaft. Herder, Freiburg im Breisgau 2018, ISBN 978-3-451-39900-8.
- Der Masterplan. Chinas Weg zur Hightech-Weltherrschaft. Aktualisierte Neuausgabe. Herder, Freiburg im Breisgau 2021, ISBN 978-3-451-07383-0.
- Inside KI. Wie Künstliche Intelligenz und ihre Pioniere unser Leben und Arbeiten revolutionieren. Herder, Freiburg im Breisgau 2024, ISBN 978-3-451-39924-4. (Gemeinsam mit Larissa Holzki)

## Nordkorea-Spezial
- Nordkorea – Innenansichten einer Diktatur. Reportage von Stephan Scheuer (Text, Videos, Fotos) und Matthias Rutkowski (Video-Postproduktion), Handelsblatt 2018

## Auszeichnungen
- 2017: Nominierung für den Deutschen Journalistenpreis Wirtschaft Börse Finanzen in der Kategorie Offenes Thema für den Artikel Erst hofiert, dann ausgequetscht, Handelsblatt vom 26. Juni 2017 (zusammen mit Franz Hubik)[5]
- 2018: Deutscher Wirtschaftsfilmpreis in der Kategorie III Film Innovativ produziert für „Nordkorea – Innenansichten einer Diktatur“ (zusammen mit Matthias Rutkowski)[6][7]